# Hans-Heinrich Witte
Hans-Heinrich Witte (* 6. Februar 1957) ist ein deutscher Wasserbauingenieur und Honorarprofessor.

## Leben und Wirken
Hans-Heinrich Witte studierte von 1977 bis 1982 Bauingenieurwesen an der Technische Universität Braunschweig. Danach war als wissenschaftlicher Mitarbeiter und Akademischer Rat am Leichtweiß-Institut tätig und promovierte 1998 zum Doktoringenieur.
1990 wechselte Witte zur Bundesanstalt für Wasserbau und baute am Dienstort Hamburg das Referat „Wasserbauliche Systemanalysen“ auf, dessen Leitung er danach übernahm. 1994 wurde er Abteilungsleiter für „Wasserbau im Binnenbereich“ in Karlsruhe und 1999 Präsident der Bundesanstalt für Wasserbau.
2005 wurde Witte Präsident der damaligen Wasser- und Schifffahrtsdirektion Nord in Kiel. Mit der Gründung der Generaldirektion Wasserstraßen und Schifffahrt im Mai 2013 wurde ihm die Leitung dieser neuen Behörde übertragen, die er bis zu seiner Zurruhesetzung im Januar 2023 innehatte. Während seiner Amtszeit wurden viele Wasserbauprojekte realisiert und die Reform der Wasserstraßen- und Schifffahrtsverwaltung des Bundes erfolgreich umgesetzt.
Im Juni 2015 wurde Witte Honorarprofessor für Verkehrswasserbau an der RWTH Aachen.